# Breeze Airways
Breeze Airways (původně Moxy Airways) je americká nízkonákladová letecká společnost. Založil ji brazilsko-americký podnikatel David Neeleman, který také se také dříve podílel na založení leteckých společností Morris Air, WestJet, JetBlue a Azul.

## Destinace
Breeze Airways spojuje přímými lety vedlejší letiště v USA. Aktuálně obsluhuje následující destinace:
| Země                   | Stát           | Město           | Letiště                                           | ICAO | IATA |
| ---------------------- | -------------- | --------------- | ------------------------------------------------- | ---- | ---- |
| Spojené státy americké | Alabama        | Huntsville      | Huntsville International Airport                  | KHSV | HSV  |
| Spojené státy americké | Arkansas       | Fayetteville    | Northwest Arkansas National Airport               | KXNA | XNA  |
| Spojené státy americké | Connecticut    | Hartford        | Bradley International Airport                     | KBDL | BDL  |
| Spojené státy americké | Florida        | Tampa           | Tampa International Airport                       | KTPA | TPA  |
| Spojené státy americké | Florida        | West Palm Beach | Palm Beach International Airport                  | KPBI | PBI  |
| Spojené státy americké | Jižní Karolína | Charleston      | Charleston International Airport                  | KCHS | CHS  |
| Spojené státy americké | Kentucky       | Louisville      | Louisville International Airport                  | KSDF | SDF  |
| Spojené státy americké | Louisiana      | New Orleans     | Louis Armstrong New Orleans International Airport | KMSY | MSY  |
| Spojené státy americké | Ohio           | Akron/Canton    | Akron–Canton Airport                              | KCAK | CAK  |
| Spojené státy americké | Ohio           | Columbus        | John Glenn Columbus International Airport         | KCMH | CMH  |
| Spojené státy americké | Oklahoma       | Oklahoma City   | Will Rogers World Airport                         | KOKC | OKC  |
| Spojené státy americké | Oklahoma       | Tulsa           | Tulsa International Airport                       | KTUL | TUL  |
| Spojené státy americké | Pensylvánie    | Pittsburgh      | Pittsburgh International Airport                  | KPIT | PIT  |
| Spojené státy americké | Rhode Island   | Providence      | T. F. Green Airport                               | KPVD | PVD  |
| Spojené státy americké | Texas          | San Antonio     | San Antonio International Airport                 | KSAT | SAT  |
| Spojené státy americké | Virginie       | Norfolk         | Norfolk International Airport                     | KORF | ORF  |
| Spojené státy americké | Virginie       | Richmond        | Richmond International Airport                    | KRIC | RIC  |

## Flotila

### Současná
K únoru 2022 tvoří flotilu Breeze Airways deset Embraerů E190, tři Embrary E195 a první letadlo typu Airbus A220-300. Během roku 2022 se mají zařadit další čtyři Embraery E195 a mnohem více Airbusů A220-300.
| Letadla         | Počet | Objednávky | Cestující | Cestující | Cestující | Cestující | Poznámky                                             |
| Letadla         | Počet | Objednávky | Nicest    | Nicer     | Nice      | Celkem    | Poznámky                                             |
| --------------- | ----- | ---------- | --------- | --------- | --------- | --------- | ---------------------------------------------------- |
| Airbus A220-300 | 1     | 79         | 36        | 10        | 80        | 126       | Zařazení do provozu naplánováno n na 4. květen 2022. |
| Embraer E190    | 10    | —          | —         | 22        | 74        | 96        |                                                      |
| Embraer E195    | 3     | 4          | —         | 22        | 96        | 118       |                                                      |
| Celkem          | 14    | 83         |           |           |           |           |                                                      |

Dne 26. dubna 2021 bylo oznámeno, že Breeze Airways přiobjednaly dalších 20 letadel typu Airbus A220-300.